# Sultan Kudarat

Prowincja Sultan Kudarat na mapie Filipin

Sultan Kudarat – prowincja na Filipinach, położona w południowej części wyspy Mindanao.
Od zachodu granicę wyznacza Morze Celebes, od północy prowincja Maguindanao, od wschodu prowincja South Cotabato, od południa prowincja Sarangani. Powierzchnia: 5251,3 km². Liczba ludności: 675 644 mieszkańców (2007). Gęstość zaludnienia wynosi 128,7 mieszk./km². Stolicą prowincji jest Isulan.